# 팅커벨 6: 네버비스트의 전설
《팅커벨 6: 네버비스트의 전설》(Tinker Bell and the Legend of the NeverBeast)은 2014년 공개된 미국의 애니메이션 영화이다.